# John Morris (politico 1931)
John Stanley Morris, barone Morris di Aberavon (Capel Bangor, 5 novembre 1931 – Charlotte, 5 giugno 2023), è stato un avvocato e politico britannico.
Fu membro del Parlamento del Partito Laburista per oltre 41 anni, dal 1959 al 2001. Fu segretario di Stato per il Galles dal 1974 al 1979 e procuratore generale per l'Inghilterra e il Galles dal 1997 al 1999. Alla morte, era l'ultimo deputato laburista eletto per la prima volta negli anni '50. Alla morte era l'ultimo membro sopravvissuto del gabinetto di Harold Wilson dal 1974 al 1976 e il membro del Consiglio privato più longevo. Contando il periodo come pari a vita, il suo servizio parlamentare durò oltre 60 anni.

## Origini e formazione
John Morris nacque a Capel Bangor, vicino ad Aberystwyth, nel Cardiganshire, il 5 novembre 1931.
Studiò alla Ardwyn School, all'Università di Aberystwyth e al Gonville and Caius College dell'Università di Cambridge. Prestò servizio militare con i Royal Welch Fusiliers, il Welch Regiment e i South Wales Borderers.
Nel 1959 sposò Margaret Lewis. Ebbero tre figlie.

## Carriera legale
Nel 1954 entrò nella Gray's Inn e quindi esercitò la professione di avvocato. Fu consulente legale e vice segretario generale per la Farmers Union of Wales. Praticò al 2 Bedford Row Chambers, venne insignito dell'abito di seta nel 1973 e nominato bencher di Gray's Inn nel 1985. Tra il 1982 e il 1997 fu recorder della Crown Court.

## Carriera politica
Morris rappresentò il collegio di Aberavon come deputato laburista dal 1959. Divenne il deputato gallese più longevo in Parlamento, fino al suo ritiro nel 2001. Secondo The Almanac of British Politics, Morris era un deputato laburista "moderato".
Fu sottosegretario di Stato parlamentare presso il Ministero dell'energia e il Dipartimento per i trasporti e ministro di Stato presso il Ministero della difesa. Il 13 giugno 1970 divenne membro del Consiglio privato.
Fu membro del gabinetto come segretario di Stato per il Galles tra il 5 marzo 1974 e il 4 maggio 1979 e Procuratore generale per l'Inghilterra e il Galles e per l'Irlanda del Nord dal 2 maggio 1997 e al 29 luglio 1999. Tra il 1979 e il 1997 ricoprì i medesimi incarichi nel governo ombra. In quanto tale, fu uno dei pochi ministri laburisti a ricoprire cariche sotto Harold Wilson, James Callaghan e Tony Blair.
Il 3 luglio 2001 fu creato pari a vita con il titolo di barone Morris di Aberavon, di Aberavon nella contea di West Glamorgan e di Ceredigion nella contea di Dyfed.

## Altri incarichi

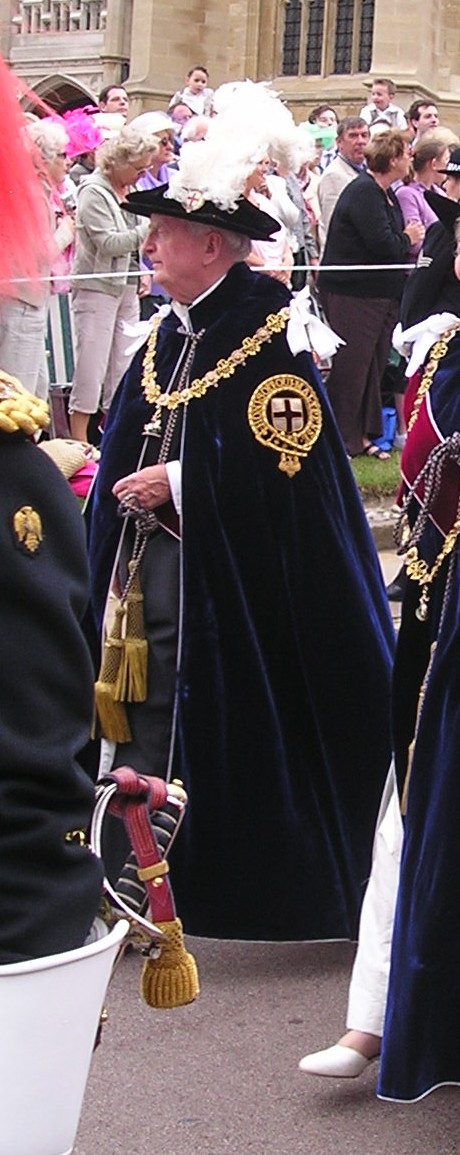
Lord Morris con le vesti di cavaliere dell'Ordine della Giarrettiera.

Lord Morris fu cancelliere dell'Università del Galles del Sud dal momento della sua istituzione nel 2013. Questo ateneo nacque dalla fusione tra l'Università di Glamorgan, della quale Morris era cancelliere dal 2002, e l'Università del Galles a Newport. In seguito succedette al collega politico laburista Merlyn Rees come cancelliere dell'Università di Glamorgan. Lord Morris fu anche presidente del London Welsh Trust, che gestisce il London Welsh Centre, con sede in Gray's Inn Road, dal 2001 al 2008. Fu anche lord luogotenente di Dyfed dal 16 dicembre 2002 al 5 novembre 2006.
Era anche membro del consiglio di The Prince's Trust.

## Ultimi anni di vita e morte
Nel 2011 pubblicò il suo libro di memorie, Fifty Years in Politics and the Law.
Alla morte di Robert Lindsay, XXIX conte di Crawford, avvenuta il 18 marzo 2023, Morris e Stratton Mills divennero gli ex parlamentari sopravvissuti eletti più anticamente, essendo entrambi entrati per la prima volta in Parlamento alle elezioni generali del 1959.
Morì il 5 giugno 2023 all'età di 91 anni all'Harris Hospice Center di Charlotte, nella Carolina del Nord.